# 계북초등학교
계북초등학교는 대한민국 전북특별자치도 장수군에 있는 공립 초등학교이다.

## 학교 연혁
- 1923년 4월 1일 계북영신의숙 학술 강습소 창립
- 1928년 6월 10일 계북공립보통학교 개교(설립인가 4월 2일)
- 1938년 4월 1일 계북공립심상소학교로 개칭
- 1941년 4월 1일 계북공립국민학교로 개칭
- 1981년 3월 1일 병설유치원 개원
- 1991년 3월 1일 월전분교장 통폐합
- 1996년 3월 1일 계북초등학교로 개칭
- 1996년 3월 1일 백암분교장 본교 편입
- 1999년 9월 1일 백암분교장 통폐합
- 2010년 3월 1일 원촌초등학교 통폐합

## 참고 자료
- 계북초등학교 - 한국교육학술정보원 학교알리미